# 장미나
장미나(1993년 4월 8일 ~ )는 대한민국의 배우이다. 가족으로는 친언니 장미인애가 있다.

## 출연작

### 드라마
- 1998년 MBC 세상 끝까지
- 1999년 MBC 하나뿐인 당신
- 2001년 SBS 웬만해선 그들을 막을 수 없다

### 영화
- 2003년 영화 블루 보경 역
- 2001년 영화 선물 초등 정연 역
- 2000년 영화 산책 다슬 역
- 2000년 영화 싸이렌 형석 딸 역